# Österbottningar (opera)

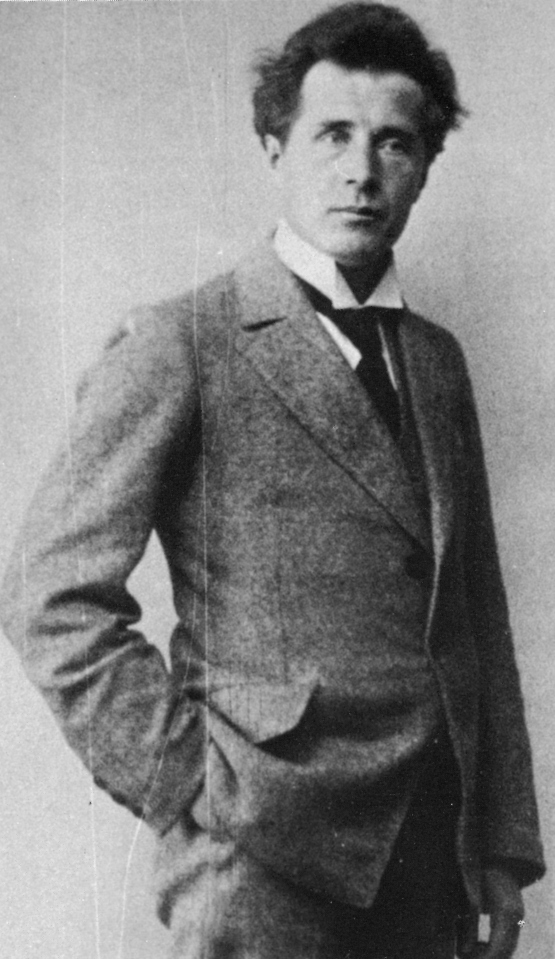
Leevi Madetoja

Österbottningar (finska: Pohjalaisia) är en veristisk opera i tre akter med musik av Leevi Madetoja, som skrev operan åren 1917-1924. Madetoja skrev också librettot, som bygger på det omtvistade skådespelet med samma titel från år 1914. Enligt nya undersökningar baserar sig Österbottningar dock huvudsakligen på manuskriptet av skådespelet Härmäläisiä (Härmä-bor) av Anton Kangas, och hans andel i Österbottningar har ansetts antingen som sannolik (Pentti Paavolainen) eller nära nog som säker (Reino Kallio och Timo Kallio). Eftersom Järviluoma bara kompletterade och dramatiserade skådespelet, tillade några samlade folkvisor samt gav pjäsen ett nytt namn, kunde författarskapet av skådespelet uttryckas i formen Anton Kangas–Artturi Järviluoma: Pohjalaisia.  Den ömsom komiska och ömsom tragiska historien utspelas runt 1850 i det historiska finska landskapet Österbotten där centralkonflikten rör sig kring den försämrade relationen mellan bönderna och deras förtryckande förman.
Operan hade premiär den 25 oktober 1924 på Finlands nationalopera och -balett, där Helsingfors stadsorkester spelade under ledning av Tauno Hannikainen. Entusiasmen hos kritikerna och publikens snabba respons gjorde att verket snabbt utsågs till (informell) status som landets "nationalopera". Till Madetojas fördel låg hans användning av välkända folkmelodier och librettots fokus på frihet från förtryck och självbestämmande, allegoriska kvaliteter som låg ett land nära till hands efter att nyligen ha utkämpat Finska inbördeskriget och frigörelsen från Ryssland. Uppsättningen spelades fram till november 1940, inalles 90 föreställningar, och blev höjdpunkten i Madetojas karriär. Idag har operan erkänts som Finlands första betydande bidrag till operarepertoaren och haft åtskilliga nypremiärer.
Verket är också känt i sin förkortade form, en orkestersvit i fem satser, där Madetoja hämtade musik ur akterna I och II från (det då ofärdiga) scenpartituret och som Robert Kajanus dirigerade i Bergen i Norge den 8 mars 1923.Det mest kända numret är Vangin laulu (Fångens sång), för vilken Madetoja tonsatte den populära österbottniska folksången Tuuli se taivutti koivun larvan (Vinden böjde björken); förutom att verka som förspel till akt I tjänstgör melodin även som operans huvudsakliga ledmotiv.

## Historia

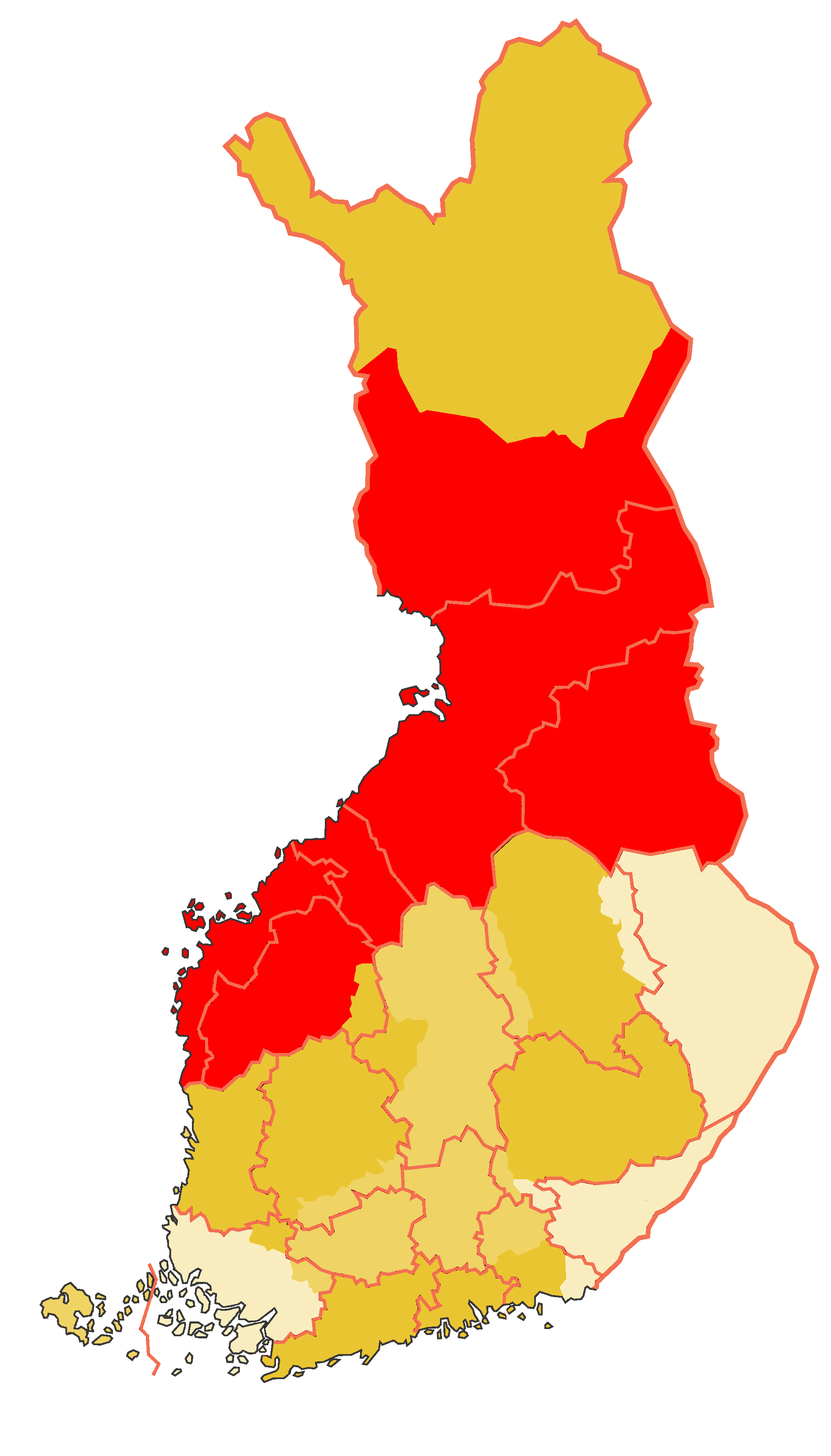
Det historiska landskapet Österbotten (rödmarkerat), varifrån Madetoja härstammade och där han skrev sitt mest betydande verk, operan Österbottningar.

Uppdraget att skriva en opera gick först till Toivo Kuula i november 1917. Trots att Kuula såg pjäsen som en stark kandidat för ett libretto kolliderade dess realism med hans personliga preferens för sagor eller legendbaserade ämnen i linje med Wagneriansk operatradition. När Kuula avsade sig uppdraget föll lotten på Madetoja, som hade uttryckt intresse av projektet. Kompositionen framskred med början i december 1917 och skulle ta Madetoja mycket längre tid än väntat. Brev till modern indikerar på att han hade närt förhoppningar att slutföra operan i slutet av 1920, och då den tiden var ute, 1921, och slutligen 1922. Operan var inte fullbordad förrän i september 1923 och det skulle dröja ytterligare ett helt åt innan operan hade premiär. Men delar av musiken (från akterna I och II) skådade dagens ljus dessförinnan, då Madetoja hade sammanställt en orkestersvit i fem satser på uppdrag av Kajanus, som dirigerade premiären av sviten den 8 mars 1923 i Bergen i Norge under en orkesterturné; recensionerna var positiva och beskrev musiken som "intressant och konstig".
Det första framförandet av operan som helhet ägde rum den 25 oktober 1924 på Finlands nationalopera (vilket, av en händelse, också var den 1000:e föreställningen i operahusets historia) och var förmodligen Madetojas största succé. Med Österbottningar lyckades Madetoja där hans lärare Jean Sibelius hade misslyckats: att skapa en finländsk nationalopera, en vattendelare för ett land som saknade operatraditioner.
I Helsingin sanomat skrev Katila för många finländares räkning och benämnde Österbottningar "det mest ansenliga verket i den finska operan". Österbottningar blev omedelbart ett inventarium i den finska operarepertoaren (där den förblivit till idag), och uppfördes även utomlands under Madetojas levnad, i Kiel 1926; Stockholm 1927; Göteborg 1930; samt Köpenhamn 1938.
Framgången bakom Österbottningar bestod av flera faktorer: musikens tilltal - tonal men dovt tecknad; användningen av folkmelodier (blandade med Madetojas egna idéer) familjära för publiken; ett libretto (även det av Madetoja) byggd på en välkänd och älskad pjäs; en historia om frihet från förtryck och självbestämmande; samt den välfunna kombinationen av komedi och tragedi. Förspelet till akt I (No. 2: Fångens sång i sviten) bygger till exempel på en känd österbottnisk sång, Tuuli se taivutti koivun larvan (Vinden som böjde björken), vilken var en av 262 sånger som Kuula hade samlat in under sina resor och som fann sin väg in i Madetojas nationalistiska opera, som blev operans ledmotiv.
Den svenska premiären ägde rum på Stockholmsoperan den 19 oktober 1927 där den spelades fem gånger fram till 1929.

## Personer

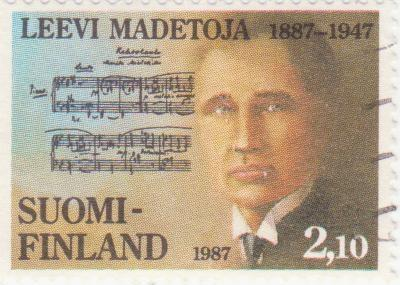
Komponisten Leevi Madetoja på finländskt frimärke.

| Roller                                        | Stämma      | Premiärbesättning (25 oktober 1924 Dirigent: Tauno Hannikainen) | Svensk premiär (27 april 1927 Dirigent: Armas Järnefelt) |
| --------------------------------------------- | ----------- | --------------------------------------------------------------- | -------------------------------------------------------- |
| Erkki Harri, anförare av fångtransporterna    | Bas         | Bruno Jorma                                                     | Elof Benktander                                          |
| Maija Harri, hans dotter, fästmö till Antti   | Sopran      | Jennie Costiander                                               | Brita Hertzberg                                          |
| Jussi Harri, hans son, bonde                  | Baryton     | Toivo Louko                                                     | Einar Larsson                                            |
| Antti Hanka, en ung bonde, fånge              | Tenor       | Alexis af Enehjelm                                              | Einar Beyron                                             |
| Kaappo, dräng på Harris gård                  | Tenor       | Emil Mantila                                                    | Henning Malm                                             |
| Liisa, släkting till Harri, förälskad i Jussi | Mezzosopran | Lahja Linko                                                     | Helga Görlin                                             |
| Kaisa, piga på Harris gård                    | Alt         | Elbe Nissinen                                                   | Irma Björck                                              |
| Salttu, dräng på Harris gård                  | Tenor       | Paavo Costiander                                                | Oscar Ralf                                               |
| Länsmannen (Vallesmanni)                      | Bas         | Thorild Bröderman                                               | Conny Molin                                              |
| Häradsdomaren (Herastuomari)                  | Baryton     | Sulo Räikkönen                                                  | Folke Cembræus                                           |
| Bisittaren (Siltavouti)                       | Bas         | Sulo Halinen                                                    | James Westheimer                                         |
| Skrivaren (Kriivari)                          | Tenor       | Eric Alruni Wilkman                                             | Olle Strandberg                                          |
| Köysti av Karjanmaa                           | Basbaryton  | Yrjö Somersalmi                                                 | Sven Herdenberg                                          |
| En vallflicka                                 |             | Helmi Sirén                                                     |                                                          |
| En annan vallflicka                           |             | Kerttu Lehtiö                                                   |                                                          |
| Chorus                                        |             |                                                                 |                                                          |

## Handling

### Akt I
Den unge bonden Antti Hanka har fängslats efter att ha stuckit ned en granne och inväntar rättegång. I bojor och fångdräkt tillåts han besöka sin fästmö Maija på faderns gård. Maija är ute och sjunger i skogen när hon hör ett ekipage närma sig och hör rösten av sin älskade, som sjunger folksången Tuuli se taivutti koivun larvan (Vinden böjde björken). Jussi Harri, som är Maijas broder, ser till att de två kan ses ensamma; den nyligen omvända (hon har konverterat till pietismen) kämpar med sina känslor: hon har avsagt sig all materiellt, men hyser ännu känslor för Antti och omsorg för hans välbefinnande.
Som ett mellanspel skiftas fokus till två drängar, Kaappo och Salttu, som har druckit under arbetstid och berusade ältar självömkan. Länsmannen kommer och avbryter rumlandet. Trots att österbottningarna avskyr hans brutala och förtryckande sätt tar de ändå av sig hatten för lagen. Länsmannen begär att få se Anttis resehandlingar, som Jussi kommit för att överlämna. Han överlämnar dem utan att ta av sig sin hatt. Förolämpad slår länsmannen av Jussis hatt med en piska. Men Jussi tar tag i piskan och bryter itu den. Länsmannen går sin väg och hotar med straff för vidare olydnad.

### Akt II
Pigan Liisa tjänar på Harris gård och trånar efter Jussi. Han har först nu upptäckt hennes skönhet och oskuld, och de börjar tillbringa tid tillsammans som snart övergår i kärlek. Fången Antti däremot har ingen ljus framtid framför sig: han återvänder till Harris gård och meddelar att han har blivit dömd till fängelse. Den förkrossade Maija inser att Guds vilja inte är att Antti ska tillbringa livet inspärrad och hon övertalar honom att fly.
Byborna har samlats på Harris gård för dans, men ett gäng bråkstakar avbryter festen. Männen försöker plundra gården men tvingas dra sig tillbaka efter att deras ledare Köysti förlorat i brottning mot Jussi. Glädjen blir kortvarig då Jussi och de andra upptäcker att Antti försvunnit under bråket. Akten slutar med att byborna letar (förgäves) efter den förrymde fången.

### Akt III
Jussis och Liisas kärlek fortsätter att blomstra och de planerar för bröllop. Budet om Anttis flykt har nått länsmannen och denne återvänder till Harris gård för att fråga ut österbottningarna och lista ut fångens medhjälpare. Med länsmannen är en skrivare, en häradsdomare och en bisittare. Kaappo är den förste att frågas ut. Hunsad och förvirrad ljuger drängen och säger att han senast såg Antti med Jussi. Pigan Kaisa är mer motsträvig i sina svar: hennes strategi med omskrivningar förargar länsmannen och han kör ut henne. Han beordrar skrivaren att hämta Jussi; samtidigt drar han upp piskan ur stöveln, klar för strid.
Den anklagade Jussi förs in och efter en skenrättegång sätter man handfängsel på den protesterande Jussi och för ut honom till en annat rum. Häradsdomaren varnar länsmannen för att överskrida sina lagliga befogenheter, men länsmannen knuffar undan domaren och går in i rummet. Han pryglar Jussi för att få ett erkännande. Deras samtal hörs ut i stora salen. Jussi skriker att han blir "slagen som en hund, som en gammal häst". Han varnar länsmannen för att komma nära honom, men när han likväl gör så bryter Jussi sönder sina bojor och drar kniv. Länsmannen tar upp sin revolver och skjuter två skott mot Jussi; men Jussi lyckas ända hugga ihjäl länsmannen. Erkki, Maija (som erkänner att hon var Anttis verkliga medhjälpare) och Liisa begråter var och en Jussis öde. Dödligt sårad faller han på knä och beskriver sin syn: förtryckarna försvinner och österbottningarna är inte längre slavar. Han ber Liisa att sluta hans ögon. Hennes sorgsamma ansikte är det sista han ser innan han dör